# Циганик Ігор Степанович
І́гор Степа́нович Цига́ник (* 21 квітня 1980, Львів Львівська область Українська РСР) — український спортивний журналіст, коментатор та телеведучий.

## Життєпис
Закінчив факультет журналістики Львівського університету (1997–2002). Проходив практику на Львівському телебаченні та УТ-1. З 2000 по 2002 рік був кореспондентом газети «Експрес». З 2002 по 2005 рік працював на телеканалі УТ-1 кореспондентом ТО «Спорт», ведучим програми «Наш футбол». З 2005 по 2010 рік був коментатором телеканалу «Мегаспорт». З березня 2011 року працював ведучим програми «ПроФутбол» на телеканалі «2+2».
Коментував футбольні матчі на Євро-2004, чемпіонаті світу 2006, Євро-2008; ігри збірної України, а також Ліги чемпіонів та Кубку УЄФА. Працював на телеканалах «Інтер», УТ-1, «Мегаспорт» («Відверто про футбол» разом із Роберто Моралесом).
З 2022 року і аж до його закриття 1 січня 2024 року працював ведучим ранкового інформаційно-розважального шоу "Сніданок. Вихідний" на телеканалі 1+1.
У вересні 2023 запропонував взяти на поруки  Ігора Коломойського.
Одружений, виховує двох дітей.